# Grosser Preis des Kantons Aargau 2017
Il Grosser Preis des Kantons Aargau 2017, cinquantaquattresima edizione della corsa, valevole come evento dell'UCI Europe Tour 2017 categoria 1.HC, si svolse l'8 giugno 2017 su un percorso di 188,7 km, con partenza da Leuggern e arrivo a Gippingen, in Svizzera. La vittoria fu appannaggio dell'italiano Sacha Modolo, che completò il percorso in 4h 26' 22" alla media di 42,505 km/h precedendo il tedesco John Degenkolb e il connazionale Niccolò Bonifazio.
Al traguardo di Gippingen 108 ciclisti, dei 135 presenti alla partenza, portarono a termine la competizione.

## Squadre e corridori partecipanti
| N.    | Cod. | Squadra              |
| ----- | ---- | -------------------- |
| 1-8   | TFS  | Trek-Segafredo       |
| 11-18 | ORS  | Orica-Scott          |
| 21-28 | BMC  | BMC Racing Team      |
| 31-37 | BOH  | Bora-Hansgrohe       |
| 41-46 | AST  | Astana Pro Team      |
| 51-58 | KAT  | Team Katusha Alpecin |
| 62-68 | TBM  | Bahrain-Merida       |
| 71-78 | DDD  | Team Dimension Data  |
| 81-88 | UAD  | UAE Team Emirates    |

| N.      | Cod. | Squadra                     |
| ------- | ---- | --------------------------- |
| 91-98   | ALM  | AG2R La Mondiale            |
| 101-108 | ANS  | Androni-Sidermec-Bottecchia |
| 111-118 | GAZ  | Gazprom-RusVelo             |
| 121-128 | NIP  | Nippo-Vini Fantini          |
| 131-138 | SVB  | Sport Vlaanderen-Baloise    |
| 141-148 | WGG  | Wanty-Groupe Gobert         |
| 151-158 | CHE  | Svizzera                    |
| 161-168 | TRA  | Roth-Akros                  |
| 171-177 | VOL  | Team Vorarlberg             |

## Ordine d'arrivo (Top 10)
| Pos. | Corridore           | Squadra      | Tempo    |
| ---- | ------------------- | ------------ | -------- |
| 1    | Sacha Modolo        | UAE          | 4h26'22" |
| 2    | John Degenkolb      | Trek         | s.t.     |
| 3    | Niccolò Bonifazio   | Bahrain-Mer. | s.t.     |
| 4    | Michael Albasini    | Orica        | s.t.     |
| 5    | R. J. van Rensburg  | Dimension    | s.t.     |
| 6    | Baptiste Planckaert | Katusha      | s.t.     |
| 7    | Marco Canola        | Nippo        | s.t.     |
| 8    | Pierpaolo De Negri  | Nippo        | s.t.     |
| 9    | Oscar Gatto         | Astana       | s.t.     |
| 10   | Sam Bennett         | Bora         | s.t.     |